# Cres
Cres [cres] (nikoliv [kres]) (italsky Cherso [kerzo], starořecky Χέρσος, latinsky Cherso) je ostrov v Chorvatsku, v Kvarnerském zálivu Jaderského moře. Z administrativního hlediska spadá pod Přímořsko-gorskokotarskou župu.

## Přírodní podmínky a poloha

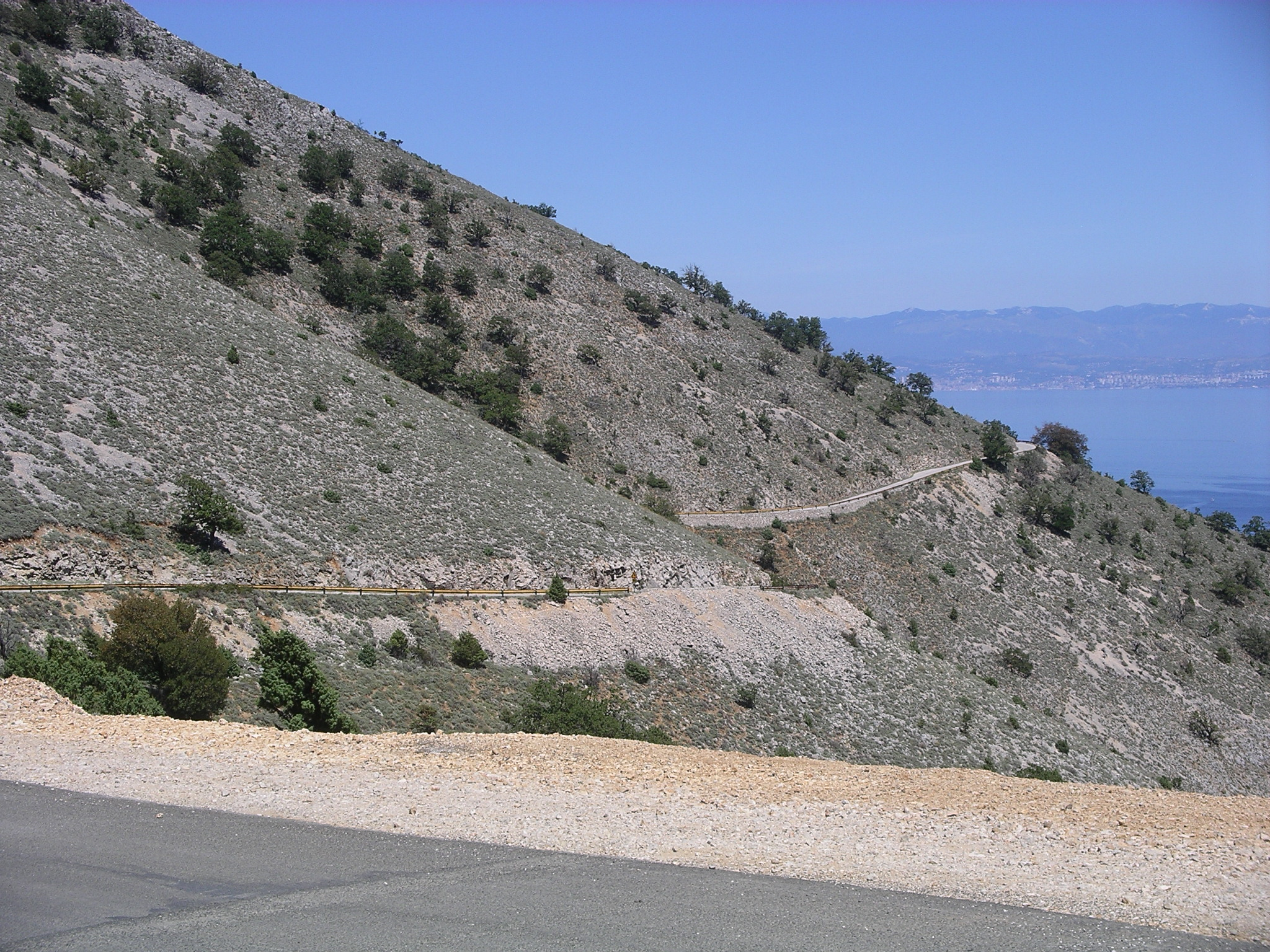
Silnice do Malého Lošinje na Cresu

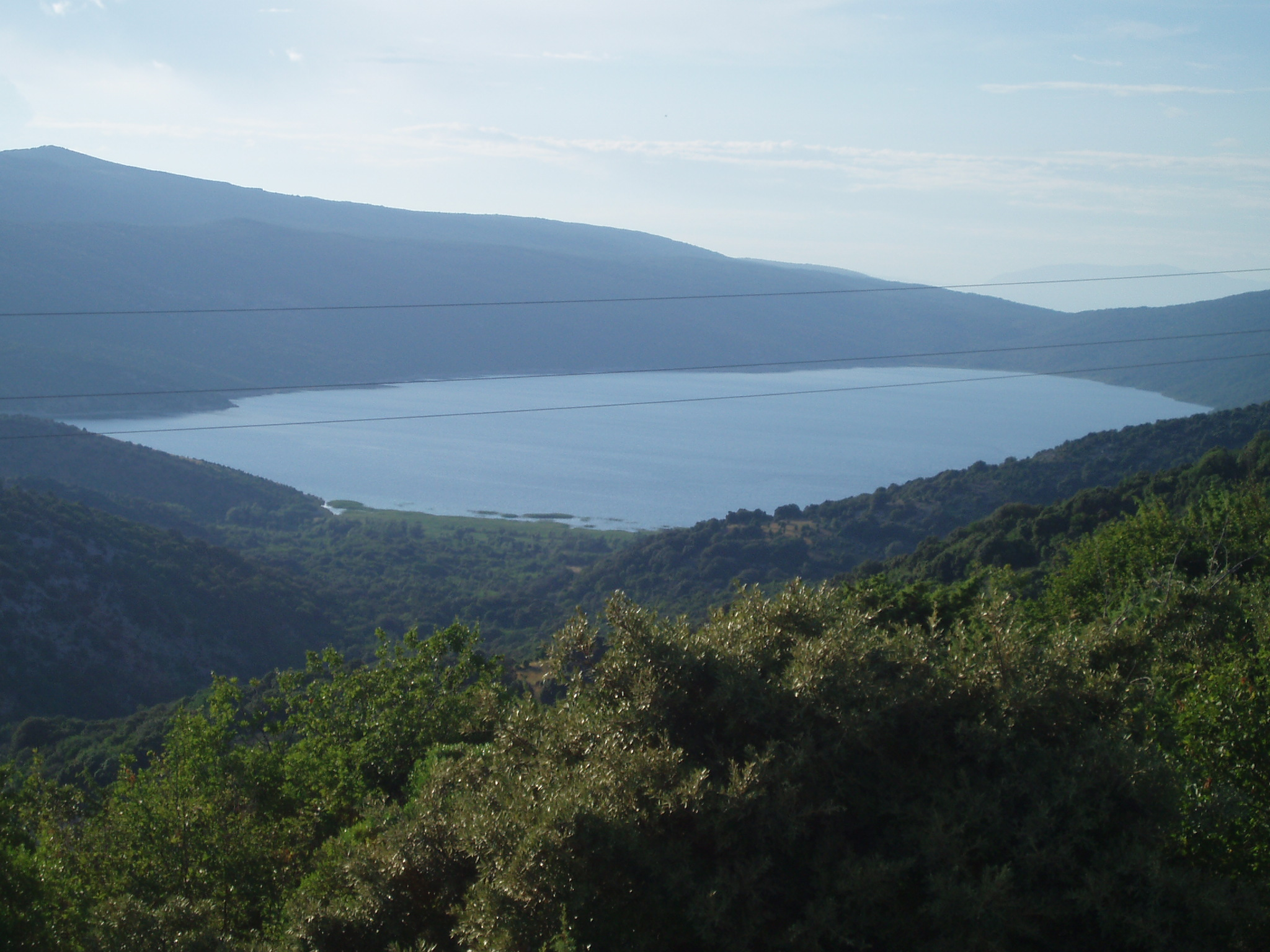
Vranské jezero

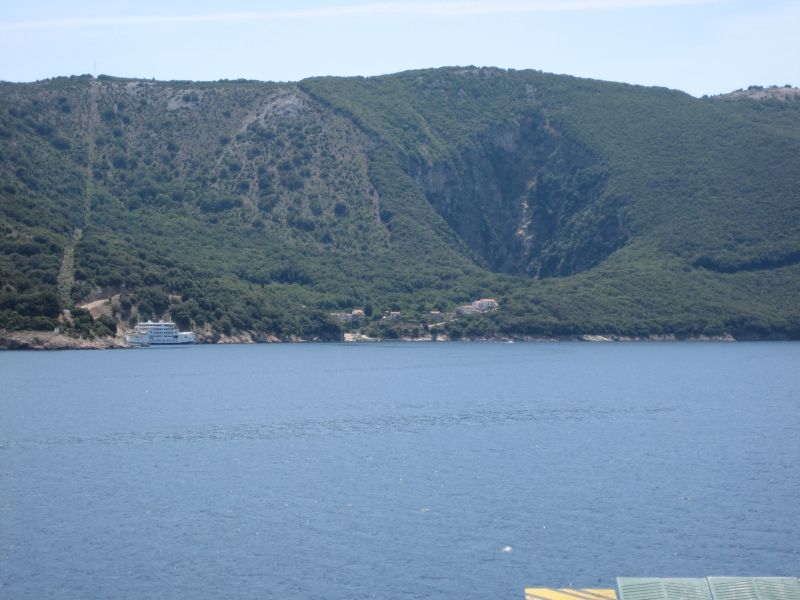
Přístav pro trajekt na Cres

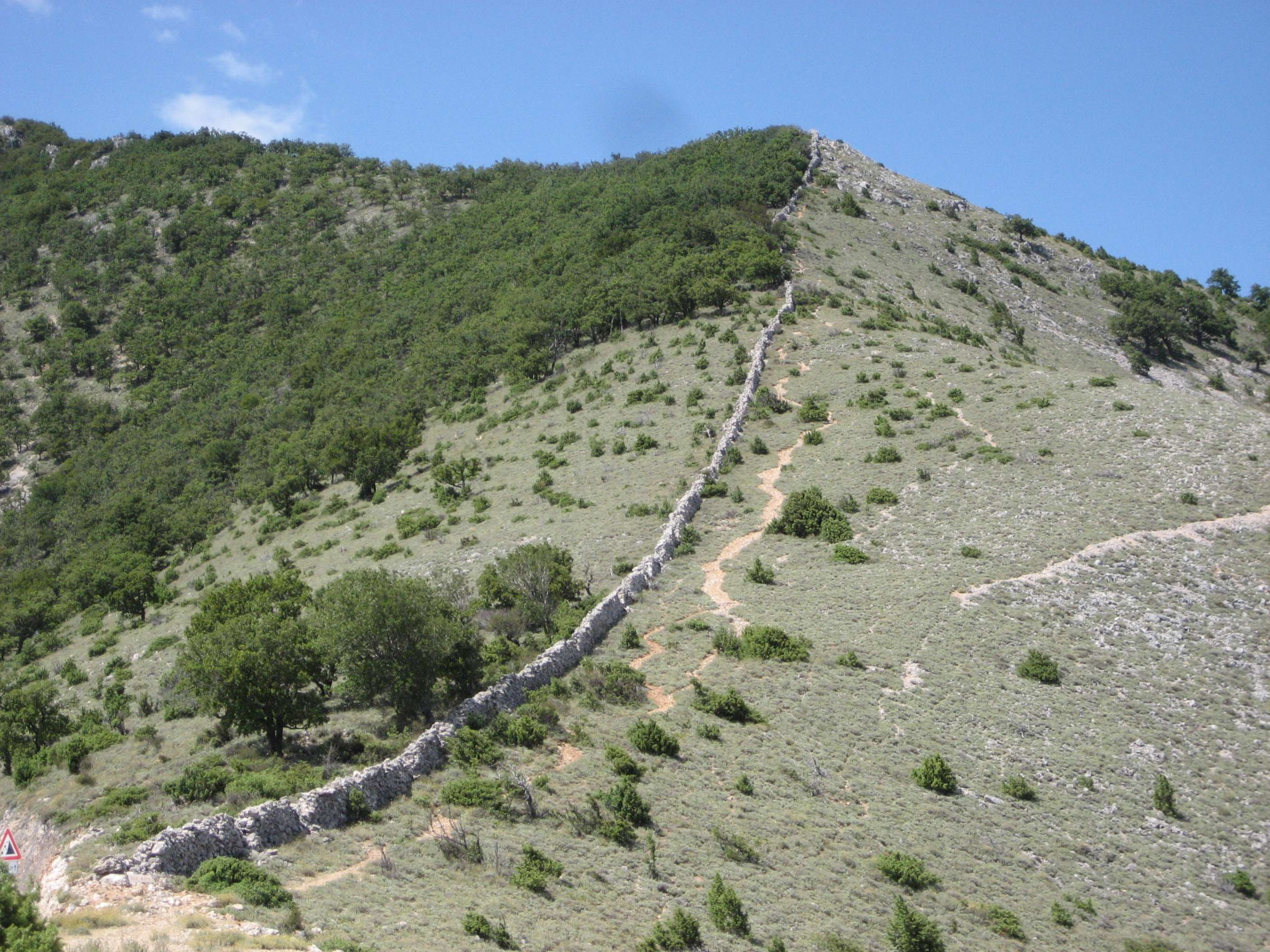
Suchá zídka na Cresu

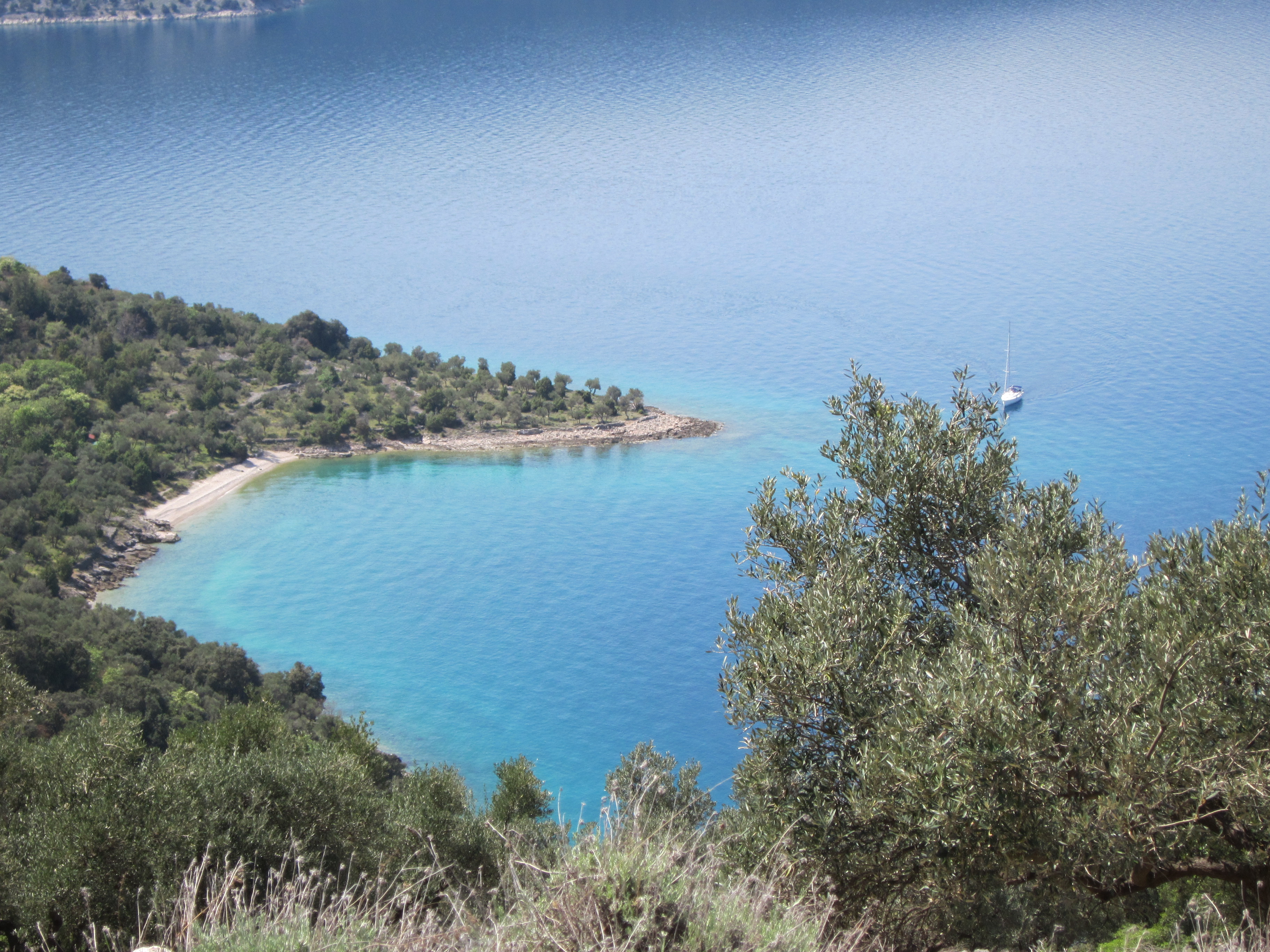
Pláž na Cresu

Cres patří k nejsevernějším a největším chorvatským ostrovům. Podle měření bývá občas zmiňován jako první největší, mnohdy jej předhání prakticky stejně velký sousední ostrov Krk. Prvenství každého jednoho je sporné a lze jej zpochybnit podle různých měření. 
Cres původně tvořil jeden celek s menším ostrovem Lošinj přilehlým na jihu. Přes asi 100 metrů širokou spojovací šíji ve městě Osor byl však vykopán průplav (tzv. Osorský kanál) s otočným mostem.
Při rozloze 404,3 km² je Cres velmi protáhlý – 66 km dlouhý a jen 2 až 12 km široký. Nejvyšší bod ostrova Gorice dosahuje výšky 650 m. Ostrov má také celou řadu zálivů, např. Veliki Bok, Valun, Ustrine, Jadrišćica a Koromačna.
K chorvatské pevnině (konkrétně k Istrii) je Cres nejblíže na severozápadě u obce Porozina (4,35 km). Vzdálenost od ostrova Krku je o něco menší.
Jako i další sousedící ostrovy (např. Lošinj) je Cres tvořen vápencem. Půda je šedá nebo červená (terra rossa). Uprostřed ostrova se nachází Vransko jezero, unikátní sladkovodní jezero o rozloze 5,75 km². Je hluboké 76 metrů; není přístupné, neboť slouží jako zdroj pitné vody pro ostrov. 
Na některých místech se nacházejí náhorní plošiny (v blízkosti lokality Vodice a Merašské jámy apod.). Krasová krajina zde vytváří řadu různých typických útvarů. Kromě Merašské jámy, která je dobře patrná již z trajektu z ostrova Krk, je to i jáma Lipica u obce Dragozetići, jáma Kus (u obce Vrana) nebo jáma Čampari. Vyskytují se zde i početné závrty a podmořské jeskyně.
Na ostrově se nenacházejí žádné vodní toky, a to vlivem porézního vápencového podloží, do nějž se veškeré srážky vsakují. Krátkodobé potoky se vytváří pouze v případě přívalových dešťů.

## Klimatické poměry
V polovině 90. let 20. století činila průměrná roční teplota na Cresu 13,2 °C. Nejchladnějším měsícem byl leden s průměrnou teplotou 7,3 °C a nejteplejším potom červenec s 24,6 °C. Jarní průměrná teplota se pohybuje okolo 13,4 °C a na podzim 23,1 °C. Vlivem změny klimatu se zde vyskytují především teplejší podzimy, než dříve. Oteplování neprobíhá během roku rovnoměrně.
Léta jsou většinou suchá, podzimy bývají deštivé. Podnební podmínky ovlivňuje okolní moře jako obrovský výměník tepla – v létě ochlazuje ostrov a v zimě jej naopak ohřívá. 
Roční úhrn srážek zde dosahuje hodnoty 734 mm. Vanou zde většinou větry jako je bóra a scirocco.

## Obyvatelstvo
To je z národnostního hlediska dominantně chorvatské, jsou zastoupeny velmi malé menšiny dosídlených Bosňáků a Srbů. Ještě zde žijí i Italové, kteří zde žili i před rokem 1945. V průběhu času se obyvatelstvo stále více homogenizovalo a tento trend pokračuje i v současnosti. Z hlediska obyvatelstva a ekonomiky je ostrov Cres a Lošinj propojený a mnohdy bývá považován za jeden celek.
Vlivem své odlehlosti počet obyvatel mírně klesá, průměrný věk se zvyšuje a obyvatelstvo postupně stárne.

## Historie
Ke geologickému formování ostrova a celého Kvarneru došlo v době před 116 až 39 miliony let. Kromě vápenců krasové krajiny se zde vyskytují ložiska dolomitu a bauxitu.
Ostrov byl osídlen již v mladší době kamenné. Nejdříve zde žili Ilyrové a poté řečtí kolonizátoři. Postavena zde byla osada, později město Apsoris. Ostrov samotný starověcí Řekové pojmenovali Chersos (výběžek). Již v této době docházelo k masivnímu kácení místních lesů a uvolňování plochy pro chov dobytka nebo jiné využívání.
Po příchodu Římanů došlo k romanizaci místního obyvatelstva. Římská říše začlenila ostrov do provincie Liburnia. Ostrov byl po nějakou dobu součástí říše byzantské. Až v 9. století se sem dostali první Slované. Předchůdci dnešních Chorvatů osídlili ale především vnitrozemí ostrova, zatímco na pobřeží žilo původní obyvatelstvo. Tuto skutečnost dokládají především ve vnitrozemí přítomné historické slovanské místní názvy. Okolo roku 866 se objevily první střety s Benátčany, kteří ostrov obsadili během 10. a 11. století. 
Arabský geograf al Idrísí Cres označil již ve 12. století jako součást Chorvatska. V téže době zde začaly vznikat tzv. suché zdi, které oddělovaly jednotlivá políčka. Dokládají, jak hustě byl tehdy ostrov osídlen. Políčka byla později evidována (od středověku dále) jako samostatné pozemky a vedeny v pozemkových knihách, které měli Benátčané, ale také všechny další státní útvary, které přišly po nich.
Po nějakou dobu byla benátská nadvláda narušena. Ostrov v jednu chvíli obsadilo Uherské království a zřídilo zde Cresko-osorské knížectví. To ale Benátčané zničili a ostrov dobyli zpět.
Až do roku 1797 patřil ostrov Benátské republice, poté připadl Habsburské monarchii. Benátská nadvláda trvala celkem 388 let a za tu dobu se vystřídalo 188 knížat (všechna knížata byla benátského původu, nikoliv místní), která vládla místním ostrovům. Knížata spravovala několik ostrovů najednou, samotný Cres však již v rámci benátské samosprávy tvořil vlastní jednotku, resp. obec.
Roku 1805 ostrov od Rakouského císařství získalo Francouzské císařství, které ho roku 1806 začlenilo do Italského království, načež byl ostrov v letech 1809–1813 součástí Ilyrských provincií. Nejvýznamnější města (Cres a Osor) byla opevněná a mimo ně se kromě vesnic nacházely na ostrově také ještě dva katolické kláštery. Díky obchodu se Cres a především Osor úspěšně rozvíjely.
Poté, co došlo k obnově rakouské vlády byl ostrov do roku 1849 v rámci Rakouského císařství součástí Ilyrského království. To bylo v roce 1849 zrušeno a ostrov se stal součástí nové korunní země Rakouské přímoří. Od roku 1861 do roku 1918 spadal pod nově zřízené korunní zemi Markrabství Istrie, od roku 1867 existující v rámci Předlitavska. Obyvatelstvo bylo v této době národnostně smíšené; mapy třetího vojenského mapování i katastrální mapy starší ukazují jak italské, tak i slovanské (chorvatské) místní názvy. Italské obyvatelstvo zde bylo nicméně až do druhé světové války většinové.
Po první světové válce získala Cres na základě Rapallské smlouvy Itálie, od roku 1943 byl ostrov po kapitulaci Itálie obsazen německými vojsky, po osvobození byl začleněn jako součást Chorvatska do SFRJ. Italské obyvatelstvo následně ostrov opustilo a vesnice byly dosídleny kolonisty z Chorvatska a dalších částí Jugoslávie. Jednalo se nicméně o odlehlou oblast a počet příchozích nebyl nijak vysoký. Tato skutečnost měla za následek, že části ostrova a původní polnosti zůstaly do velké míry opuštěné. Rozvoj turistiky nicméně zvýšil opět atraktivitu ostrova, a to i přes to, že se jednalo o rozvoj relativně skromný; nebyly zde postavené velké hotelové resorty ani zde nevznikla jiná centra pro masovou turistiku. Cres se mimo jiné stal oblíbeným také jako místo pro seniory.

## Administrativní dělení
Vesnice na severní části ostrova jsou správně řízeny jako jedna općina (obec). Celkem je zde 25 sídel. V roce 2001 zde žilo 3134 obyvatel. Jižní část ostrova spadá pod město Mali Lošinj; hranice mezi obcemi prochází přibližně v jeho středu.

## Příroda
Na ostrově žijí vzácní supi bělohlaví (latinsky Gyps fulvus). Na jejich ochranu zde bylo zřízeno také veřejně přístupné záchranné ekocentrum. Odborná péče, která se snaží supy rozmnožovat a zajišťovat jejich krmení, probíhá od roku 1982. Vyskytuje se zde přes 1300 druhů rostlin a zvířat. Žije zde například také užovka podplamatá, užovka levhartí nebo užovka stromová. Nežijí zde ale jedovatí hadi. Naopak je zde přítomno 77 druhů motýlů.
Ostrov je částečně zalesněný (celkem přes 10 tisíc ha), a to především v jižní a západní části. Vegetace se vyskytuje častěji na západních než na východních svazích.[zdroj?] Na severu rostou duby a kaštany, zatímco na jihu potom makchie. Zhruba polovina plochy ostrova je pokryta různými travinami.

## Turistika
V současné době je turistický ruch jedním z dominantních zdrojů obživy pro místní obyvatelstvo. V roce 2021 zaznamenalo město Cres 970 tisíc přenocování na svém území (tj. většina ostrova, především jeho severní část). Na ostrově se nachází turisticky značené trasy, stejně jako značené trasy cyklistické.
Ostrov je oblíbený díky nedotčené přírodě, odlehlým plážím a historickým sídlům. V některých vesnicích se nachází také různá muzea; např. ve vesnici Lubenice je to muzeum chovu ovcí apod. Po celém ostrově jsou v oblastech, které byly ve středověku a ještě v 19. století obdělávané jen ruční silou rozmístěny pozůstatky četných kaplí nebo kostelů.

## Ekonomika
Mimo to jsou ale do jisté míry rozšířené zemědělství, např. včelařství (místní med je známý v celém Chorvatsku), pěstování oliv, chov ovcí a nebo pěstování ovoce. Jako úrodnou půdu lze ale obdělávat jen 2,3 % plochy ostrova.
Ostrov má značný potenciál z hlediska obnovitelných zdrojů energie, který nicméně není využíván.
Na ostrově se nachází dvě loděnice, jedna z nich má tradici své existence již od roku 1850.
Nezaměstnanost je zde ve srovnáním se zbytkem země nižší.

## Doprava
Ostrov je spojen trajektem s pevninou, a to z vesnice Porozina na ostrově přes Kvarnerský záliv do obce Brestovo na pevnině na Istrii. Druhý přívoz je na východním pobřeží ostrova mezi vesnicí Meraga a obcí Valbiska, která se nachází na sousedním ostrově Krk.
Hlavní silniční komunikací ostrova je silnice D100 a z ní odbočující silnice D101, které spojují všechny větší osady na ostrově a po mostu sousední ostrov Lošinj. Délka první uvedené silnice dosahuje 80,3 km (spolu s ostrovem Lošinj). Mimo to je zde řada silnic nižšího významu do jednotlivých vesnic a přístavišť. Železniční síť ostrov nemá.

## Známé osobnosti
- Francesco Patrizi da Cherso (v Chorvatsku známý také jako Frane Petrić, 1529–1597), filozof
- Placido Cortese (1907–1944), kněz, odbojář a oběť fašistického režimu
- Mate Solis (1935–2019), chorvatský umělec, narozený v Zadaru, který vyrůstal na Cresu
- Ivan Kristozom Keršić, duchovní[18]